# Roadracing-VM 2025
Världsmästerskapen i Roadracing 2025 arrangeras av Internationella motorcykelförbundet och innehåller roadracingklasserna MotoGP, Moto2 och Moto3 i Grand Prix-serien. Därutöver har klasserna Superbike, Supersport, Supersport 300, Endurance, MotoE, Sidovagnsracing och damklassen World WCR världsmästerskapsstatus. VM-titlar delas ut till bästa förare och till bästa konstruktör.
| Världsmästare i roadracing 2025 | Världsmästare i roadracing 2025 | Världsmästare i roadracing 2025 |
| Klass                           | Mästare individuellt            | Mästare konstruktörer           |
| ------------------------------- | ------------------------------- | ------------------------------- |
| MotoGP                          |                                 |                                 |
| Moto2                           |                                 |                                 |
| Moto3                           |                                 |                                 |
| Superbike                       |                                 |                                 |
| Supersport                      |                                 |                                 |
| Supersport 300                  |                                 |                                 |
| Endurance                       |                                 |                                 |
| Sidvagn                         |                                 | -                               |
| MotoE                           |                                 |                                 |
| WorldWCR (Damklassen)           |                                 |                                 |

## Grand Prix
Grand Prix-klasserna i roadracing är MotoGP, Moto2 och Moto3. De körs tillsammans under sammanhållna tävlingshelger. Från 2023 har också MotoE, klassen för elektriska motorcyklar, världsmästerskapsstatus. Den körs vid ett fåtal av Grand Prix-helgerna.

### Tävlingskalender
Tävlingskalendern för 2025 innehåller 22 Grand Prix, vilket är två fler än 2024.
| Omgång | Datum        | Grand Prix     | Bana                           | Segrare Moto3      | Segrare Moto2   | Segrare MotoGP    |
| ------ | ------------ | -------------- | ------------------------------ | ------------------ | --------------- | ----------------- |
| 1      | 2 mars       | Thailand       | Chang International Circuit    | José Antonio Rueda | Manuel González | Marc Márquez      |
| 2      | 16 mars      | Argentina      | Autódromo Termas de Río Hondo  | Ángel Piqueras     | Jake Dixon      | Marc Márquez      |
| 3      | 30 mars      | Amerikas GP    | Circuit of the Americas        | José Antonio Rueda | Jake Dixon      | Francesco Bagnaia |
| 4      | 13 april ^1  | Qatar          | Losail                         | Ángel Piqueras     | Arón Canet      | Marc Márquez      |
| 5      | 27 april     | Spanien        | Jerez                          | José Antonio Rueda | Manuel González | Álex Márquez      |
| 6      | 11 maj       | Frankrike      | Le Mans Bugatti                | José Antonio Rueda | Manuel González | Johann Zarco      |
| 7      | 25 maj       | Storbritannien | Silverstone Circuit            | José Antonio Rueda | Senna Agius     | Marco Bezzecchi   |
| 8      | 8 juni       | Aragonien      | Motorland Aragón               | David Muñoz        | Deniz Öncü      | Marc Márquez      |
| 9      | 22 juni      | Italien        | Mugello Circuit                | Máximo Quiles      | Manuel González | Marc Márquez      |
| 10     | 29 juni      | TT Assen       | TT Circuit Assen               | José Antonio Rueda | Diogo Moreira   | Marc Márquez      |
| 11     | 13 juli      | Tyskland       | Sachsenring                    | David Muñoz        | Deniz Öncü      |                   |
| 12     | 20 juli      | Tjeckien       | Brno Circuit                   |                    |                 |                   |
| 13     | 17 augusti   | Österrike      | Red Bull Ring                  |                    |                 |                   |
| 14     | 24 augusti   | Ungern         | Balaton Park                   |                    |                 |                   |
| 15     | 7 september  | Katalonien     | Circuit de Barcelona-Catalunya |                    |                 |                   |
| 16     | 14 september | San Marino     | Misano                         |                    |                 |                   |
| 17     | 28 september | Japan          | Twin Ring Motegi               |                    |                 |                   |
| 18     | 5 oktober    | Indonesien     | Mandalika                      |                    |                 |                   |
| 19     | 19 oktober   | Australien     | Phillip Island Circuit         |                    |                 |                   |
| 20     | 26 oktober   | Malaysia       | Sepang                         |                    |                 |                   |
| 21     | 9 november   | Portugal       | Portimäo                       |                    |                 |                   |
| 22     | 16 november  | Valencia       | Circuit Ricardo Tormo          |                    |                 |                   |

Noter:
- ^1  - Kvällsrace i elljus.

### Poängräkning
De 15 främsta i varje Grand Prix-race får poäng enligt tabellen nedan. Alla race räknas.
| Plats | 1  | 2  | 3  | 4  | 5  | 6  | 7 | 8 | 9 | 10 | 11 | 12 | 13 | 14 | 15 |
| ----- | -- | -- | -- | -- | -- | -- | - | - | - | -- | -- | -- | -- | -- | -- |
| Poäng | 25 | 20 | 16 | 13 | 11 | 10 | 9 | 8 | 7 | 6  | 5  | 4  | 3  | 2  | 1  |

I de kortare sprintracen på lördagen fördelas poängen sålunda:
| Plats | 1  | 2 | 3 | 4 | 5 | 6 | 7 | 8 | 9 |
| ----- | -- | - | - | - | - | - | - | - | - |
| Poäng | 12 | 9 | 7 | 6 | 5 | 4 | 3 | 2 | 1 |

## MotoGP

### Regeländringar
Inga större regeländringar i väntan på de större förändringarna till 2027.

### Team och förare 2024
Nya förare är Moto2-mästaren Ai Ogura. Från Moto2 kommer också Fermin Aldeguer och Sankiat Chantra. Aleix Espargaró, Takaki Nakagami och Augusto Fernandéz har lämnat som ordinarie förare och blev istället testförare för olika fabrikat. 
Vad gäller teamen är det 2025 en större förändring. Satellitteamet Pramac Racing har lämnat ett långvarigt samarbete med Ducati och kör istället med motorcyklar från Yamaha. Det är första gången på flera år som Yamaha har ett sattelitstall. Spanska oljebolaget Repsol som varit huvudsponsor åt Hondas fabriksteam under många år har lämnat MotoGP. Castrol ersätter som sponsor åt Honda.
Märkesteam
- Honda HRC Castrol: Joan Mir och Luca Marini fortsätter
- Monster Yamaha: Fabio Quartararo och Álex Rins fortsätter
- Ducati Corse: Franscesco Bagnaia fortsätter. Marc Márquez från Gresini ersätter Enea Bastianini som går till KTM Tech 3
- Aprilia: Världsmästaren Jorge Martín från Pramac Racing ersätter Aleix Espargaró som blir testförare för Honda. Marco Bezzecchi från VR46 ersätter Maverick Viñales som går till KTM Tech 3.
- KTM: Brad Binder fortsätter. Pedro Acosta från KTM:s sattelitteam Tech 3 flyttas upp och ersätter Jack Miller som går till Pramac Yamaha.

Satellitteam
- LCR Honda: Johann Zarco fortsätter. Somkiat Chantra från Moto2-klassen ersätter Taakaki Nakagami som blir testförare för Honda.
- KTM Tech 3: Augusto Fernandez fortsätter. Moto2-världsmästaren Pedro Acosta ersätter Pol Espargaró som blir testförare för KTM.
- Prima Pramac Yamaha: Efter att ha vunnit VM-titeln 2024 med Jorge Martín byter Pramac motorcykel från Ducati till Yamaha och även förarna. Jorge Martín går till Aprilia och Franco Morbidelli till VR46. De ersätts av Jack Miller från KTM och Miguel Oliveira från Trackhouse Racing.
- Pertamina Enduro VR46 Racing Team (Ducati): Fabio Di Giannantonio fortsätter. Franco Morbidelli från Pramac ersätter Marco Bezzecchi som får till Aprilias fabriksteam
- Trackhouse Racing (Aprilia): och Raul Fernandez fortsätter. Ai Ogura, världsmästare i Moto2, ersätter Miguel Oliveira som går till Pramac Yamaha.
- Gresini Racing (Ducati):  Álex Márquez fortsätter. Fermín Aldeguer från Moto2-klassen ersätter Marc Márquez som går till Ducati Corse.

### Startlista MotoGP
| Nr | Förare                | Nation     | Team                              | Motorcykel | GP   | Anmärkning          |
| -- | --------------------- | ---------- | --------------------------------- | ---------- | ---- | ------------------- |
| 1  | Jorge Martín          | Spanien    | Aprilia Racing                    | Aprilia    | 4,   |                     |
| 5  | Johann Zarco          | Frankrike  | LCR Honda                         | Honda      | 1-   |                     |
| 7  | Augusto Fernández     | Spanien    | Monster Energy Yamaha MotoGP      | Yamaha     | 4    | Ersatte 88 Oliveira |
| 10 | Luca Marini           | Italien    | Honda HRC Castrol                 | Honda      | 1-   |                     |
| 12 | Maverick Viñales      | Spanien    | Red Bull KTM Tech 3               | KTM        | 1-   |                     |
| 20 | Fabio Quartararo      | Frankrike  | Monster Energy Yamaha MotoGP      | Yamaha     | 1-   |                     |
| 21 | Franco Morbidelli     | Italien    | Pertamina Enduro VR46 Racing Team | Ducati     | 1-   |                     |
| 23 | Enea Bastianini       | Italien    | Red Bull KTM Tech 3               | KTM        | 1-   |                     |
| 25 | Raul Fernandez        | Spanien    | Trackhouse MotoGP Team            | Aprilia    | 1-   |                     |
| 32 | Lorenzo Savadori      | Italien    | Aprilia Racing                    | Aprilia    | 1-3, | Ersatte 1 Martín    |
| 33 | Brad Binder           | Sydafrika  | Red Bull KTM Factory Racing       | KTM        | 1-   |                     |
| 35 | Somkiat Chantra       | Thailand   | LCR Honda                         | Honda      | 1-   |                     |
| 36 | Joan Mir              | Spanien    | Repsol Honda Team                 | Honda      | 1-   |                     |
| 37 | Pedro Acosta          | Spanien    | Red Bull KTM Factory Racing       | KTM        | 1-   |                     |
| 42 | Álex Rins             | Spanien    | Monster Energy Yamaha MotoGP      | Yamaha     | 1-   |                     |
| 43 | Jack Miller           | Australien | Prima Pramac Yamaha               | Yamaha     | 1-   |                     |
| 49 | Fabio Di Giannantonio | Italien    | Pertamina Enduro VR46 Racing Team | Ducati     | 1-   |                     |
| 54 | Fermin Aldeguer       | Spanien    | BK8 Gresini Racing MotoGP         | Ducati     | 1-   |                     |
| 63 | Francesco Bagnaia     | Italien    | Ducati Lenovo Team                | Ducati     | 1-   |                     |
| 72 | Marco Bezzecchi       | Italien    | Aprilia Racing                    | Aprilia    | 1-   |                     |
| 73 | Álex Márquez          | Spanien    | BK8 Gresini Racing MotoGP         | Ducati     | 1-   |                     |
| 79 | Ai Ogura              | Japan      | Trackhouse MotoGP Team            | Aprilia    | 1-   |                     |
| 88 | Miguel Oliveira       | Portugal   | Prima Pramac Yamaha               | Yamaha     | 1-3, |                     |
| 93 | Marc Márquez          | Spanien    | Ducati Lenovo Team                | Ducati     | 1-   |                     |

### Resultat MotoGP
| Omgång | Bana                    | Segrare           | Segrarens mc | Tvåa              | Trea                  | Pole position    | Snabbaste varv    | Segrare sprintrace | VM-ledare    |
| ------ | ----------------------- | ----------------- | ------------ | ----------------- | --------------------- | ---------------- | ----------------- | ------------------ | ------------ |
| 1      | Chang                   | Marc Márquez      | Ducati       | Álex Márquez      | Francesco Bagnaia     | Marc Márquez     | Marc Márquez      | Marc Márquez       | Marc Márquez |
| 2      | Termas de Río Hondo     | Marc Márquez      | Ducati       | Álex Márquez      | Francesco Bagnaia     | Marc Márquez     | Marc Márquez      | Marc Márquez       | Marc Márquez |
| 3      | Circuit of the Americas | Francesco Bagnaia | Ducati       | Álex Márquez      | Fabio Di Giannantonio | Marc Márquez     | Marc Márquez      | Marc Márquez       | Álex Márquez |
| 4      | Losail                  | Marc Márquez      | Ducati       | Francesco Bagnaia | Franco Morbidelli     | Marc Márquez     | Marc Márquez      | Marc Márquez       | Marc Márquez |
| 5      | Jerez                   | Álex Márquez      | Ducati       | Fabio Quartararo  | Franco Morbidelli     | Fabio Quartararo | Álex Márquez      | Marc Márquez       | Álex Márquez |
| 6      | Le Mans Bugatti         | Johann Zarco      | Honda        | Marc Márquez      | Fermin Aldeguer       | Fabio Quartararo | Álex Márquez      | Marc Márquez       | Marc Márquez |
| 7      | Silverstone             | Marco Bezzecchi   | Aprilia      | Johann Zarco      | Marc Márquez          | Fabio Quartararo | Marco Bezzecchi   | Álex Márquez       | Marc Márquez |
| 8      | Motorland Aragón        | Marc Márquez      | Ducati       | Álex Márquez      | Francesco Bagnaia     | Marc Márquez     | Marc Márquez      | Marc Márquez       | Marc Márquez |
| 9      | Mugello                 | Marc Márquez      | Ducati       | Álex Márquez      | Fabio Di Giannantonio | Marc Márquez     | Franco Morbidelli | Marc Márquez       | Marc Márquez |
| 10     | TT Circuit Assen        | Marc Márquez      | Ducati       | Marco Bezzecchi   | Francesco Bagnaia     | Fabio Quartararo | Francesco Bagnaia | Marc Márquez       | Marc Márquez |
| 11     | Sachsenring             |                   |              |                   |                       |                  |                   |                    | Marc Márquez |
| 12     | Brno                    |                   |              |                   |                       |                  |                   |                    |              |
| 13     | Balaton Park            |                   |              |                   |                       |                  |                   |                    |              |
| 14     | Red Bull Ring           |                   |              |                   |                       |                  |                   |                    |              |
| 15     | Catalunya               |                   |              |                   |                       |                  |                   |                    |              |
| 16     | Misano                  |                   |              |                   |                       |                  |                   |                    |              |
| 17     | Motegi                  |                   |              |                   |                       |                  |                   |                    |              |
| 18     | Mandalika               |                   |              |                   |                       |                  |                   |                    |              |
| 19     | Phillip Island          |                   |              |                   |                       |                  |                   |                    |              |
| 20     | Sepang                  |                   |              |                   |                       |                  |                   |                    |              |
| 21     | Portimäo                |                   |              |                   |                       |                  |                   |                    |              |
| 22     | Valencia                |                   |              |                   |                       |                  |                   |                    |              |

### Mästerskapsställning MotoGP
Ställning efter 7 av 22 Grand Prix:
1. Marc Márquez, 196 p.
2. Álex Márquez, 172 p.
3. Francesco Bagnaia, 124 p.
4. Franco Morbidelli, 98 p.
5. Johann Zarco, 97 p.
6. Fabio Di Giannantonio, 88 p.
7. Marco Bezzecchi, 69 p.
8. Fabio Quartararo, 59 p.

## Moto2

### Startlista Moto2
| Nr | Förare                 | Nation         | Team                           | Motorcykel | GP  | Anmärkning       |
| -- | ---------------------- | -------------- | ------------------------------ | ---------- | --- | ---------------- |
| 3  | Sergio García          | Spanien        | QJMotor-Frinsa- MSI            | Boscoscuro | 4-  |                  |
| 4  | Ivan Ortola            | Spanien        | QJMotor-Frinsa- MSI            | Boscoscuro | 1-  |                  |
| 7  | Barry Baltus           | Belgien        | Fantic Racing Lino Sonego      | Kalex      | 1-  |                  |
| 9  | Jorge Navarro          | Spanien        | Klint Forward Factory Team     | Forward    | 1-  |                  |
| 10 | Diogio Moreira         | Brasilien      | Italtrans Racing Team          | Kalex      | 1-  |                  |
| 11 | Álex Escrig            | Spanien        | Klint Forward Factory Team     | Forward    | 1-  |                  |
| 12 | Filip Salac            | Tjeckien       | Elf Marc VDS Racing Team       | Boscoscuro | 1-  |                  |
| 13 | Celestino Vietti       | Italien        | Team HDR Heidrun               | Boscoscuro | 1-  |                  |
| 14 | Tony Arbolino          | Italien        | Blu Cru Pramac Yamaha Moto     | Boscoscuro | 1-  |                  |
| 15 | Darryn Binder          | Sydafrika      | Italjet Gresini Moto2          | Kalex      | 1-  |                  |
| 16 | Joe Roberts            | USA            | American Racing Team           | Kalex      | 1-  |                  |
| 18 | Manuel González        | Spanien        | Liqui Moly Dynavolt Intact GP  | Kalex      | 1-  |                  |
| 21 | Alonso López           | Italien        | Team HDR Heidrun               | Boscoscuro | 1-  |                  |
| 24 | Marcos Ramírez         | Spanien        | American Racing Team           | Kalex      | 1-  |                  |
| 27 | Daniel Holgado         | Spanien        | CFMOTO Inde Aspar Team         | Kalex      | 1-  |                  |
| 28 | Izan Guevara           | Spanien        | Blu Cru Pramac Yamaha Moto     | Boscoscuro | 1-  |                  |
| 44 | Arón Canet             | Spanien        | Fantic Racing Lino Sonego      | Kalex      | 1-  |                  |
| 53 | Deniz Öncü             | Turkiet        | Red Bull KTM Ajo               | Kalex      | 1-  |                  |
| 54 | Fermín Aldeguer        | Spanien        | SpeedUp Racing                 | Boscoscuro | 1-  |                  |
| 64 | Mario Aji              | Indonesien     | Idemitsu Honda Team Asia       | Kalex      | 1-  |                  |
| 66 | Oscar Guiteriez        | Spanien        | QJMotor-Frinsa- MSI            | Boscoscuro | 1-3 | Ersatte 3 Garcia |
| 71 | Ayumu Sasaki           | Japan          | RW - Idrofoglia Racing GP      | Kalex      | 1-  |                  |
| 75 | Albert Arenas          | Spanien        | Italjet Gresini Moto2          | Kalex      | 1-  |                  |
| 80 | David Alonso           | Colombia       | CFMOTO Inde Aspar Team         | Kalex      | 1-  |                  |
| 81 | Senna Agius            | Australien     | Liqui Moly Husqvarna Intact GP | Kalex      | 1-  |                  |
| 84 | Zonta van der Goorberg | Nederländerna  | RW-Idrofoglia Racing GP        | Kalex      | 1-  |                  |
| 92 | Yuki Kunii             | Japan          | Idemitsu Honda Team Asia       | Kalex      | 1-  |                  |
| 95 | Colin Veijer           | Nederländerna  | Red Bull KTM Ajo               | Kalex      | 1-  |                  |
| 96 | Jake Dixon             | Storbritannien | Elf Marc VDS Racing Team       | Boscoscuro | 1-  |                  |
| 99 | Adrian Huertas         | Spanien        | Italtrans Racing Team          | Kalex      | 1-  |                  |

### Resultat Moto2
| Omgång | Bana                    | Segrare         | Segrarens mc | Tvåa            | Trea             | Pole position   | Snabbaste varv  | VM-ledare       |
| ------ | ----------------------- | --------------- | ------------ | --------------- | ---------------- | --------------- | --------------- | --------------- |
| 1      | Chang                   | Manuel González | Kalex        | Arón Canet      | Senna Agius      | Manuel González | Manuel González | Manuel González |
| 2      | Termas de Río Hondo     | Jake Dixon      | Boscoscuro   | Manuel González | Celestino Vietti | Manuel González | Jake Dixon      | Manuel González |
| 3      | Circuit of the Americas | Jake Dixon      | Boscoscuro   | Tony Arbolino   | Alonso López     | Jake Dixon      | Manuel González | Jake Dixon      |
| 4      | Losail                  | Arón Canet      | Kalex        | Deniz Önzü      | Manuel González  | Manuel González | Barry Baltus    | Arón Canet      |
| 5      | Jerez                   | Manuel González | Kalex        | Barry Baltus    | Senna Agius      | Manuel González | Manuel González | Manuel González |
| 6      | Le Mans Bugatti         | Manuel González | Kalex        | Barry Baltus    | Arón Canet       | Manuel González | Barry Baltus    | Manuel González |
| 7      | Silverstone             | Senna Agius     | Kalex        | Diogo Moreira   | David Alonso     | Arón Canet      | Manuel González | Manuel González |
| 8      | Motorland Aragón        | Deniz Öncü      | Kalex        | Diogo Moreira   | Barry Baltus     | Diogo Moreira   | Diogo Moreira   | Manuel González |
| 9      | Mugello                 | Manuel González | Kalex        | Albert Arenas   | Arón Canet       | Diogo Moreira   | Manuel González | Manuel González |
| 10     | TT Circuit Assen        | Diogo Moreira   | Kalex        | Arón Canet      | Manuel González  | Diogo Moreira   | Diogo Moreira   | Manuel González |
| 11     | Sachsenring             | Deniz Öncü      | Kalex        | Barry Baltus    | Jake Dixon       | Jake Dixon      | Diogo Moreira   | Manuel González |
| 12     | Brno                    |                 |              |                 |                  |                 |                 |                 |
| 13     | Balaton Park            |                 |              |                 |                  |                 |                 |                 |
| 14     | Red Bull Ring           |                 |              |                 |                  |                 |                 |                 |
| 15     | Catalunya               |                 |              |                 |                  |                 |                 |                 |
| 16     | Misano                  |                 |              |                 |                  |                 |                 |                 |
| 17     | Motegi                  |                 |              |                 |                  |                 |                 |                 |
| 18     | Mandalika               |                 |              |                 |                  |                 |                 |                 |
| 19     | Phillip Island          |                 |              |                 |                  |                 |                 |                 |
| 20     | Sepang                  |                 |              |                 |                  |                 |                 |                 |
| 21     | Portimäo                |                 |              |                 |                  |                 |                 |                 |
| 22     | Valencia                |                 |              |                 |                  |                 |                 |                 |

### Mästerskapsställning Moto2
Ställning efter 11 av 22 Grand Prix:
1. Manuel González, 172 p.
2. Arón Canet, 163 p.
3. Diogo Moreira, 128 p.
4. Jake Dixon, 114 p.
5. Barry Baltus, 114 p.
6. Deniz Öncü, 97 p.
7. Senna Agius, 92 p.
8. Celestino Vietti, 79 p.
9. Albert Arenas, 75 p.
10. Marcos Ramírez, 71 p.
11. Alonso Lopez, 58 p.
12. Filip Salac, 58 p.

## Moto3

### Resultat Moto3
| Omgång | Bana                    | Segrare            | Segrarens mc | Tvåa             | Trea               | Pole position      | Snabbaste varv     | VM-ledare          |
| ------ | ----------------------- | ------------------ | ------------ | ---------------- | ------------------ | ------------------ | ------------------ | ------------------ |
| 1      | Chang                   | José Antonio Rueda | KTM          | Alvaro Carpe     | Adrian Fernandéz   | Matteo Bertelle    | David Muñoz        | José Antonio Rueda |
| 2      | Termas de Río Hondo     | Ángel Piqueras     | KTM          | Adrian Fernandez | José Antonio Rueda | Matteo Bertelle    | Ángel Piqueras     | José Antonio Rueda |
| 3      | Circuit of the Americas | José Antonio Rueda | KTM          | Joel Kelso       | Matteo Bertelle    | David Muñoz        | Matteo Bertelle    | José Antonio Rueda |
| 4      | Losail                  | Ángel Piqueras     | KTM          | Taiyo Furusato   | Ryusei Yamanaka    | Ryusei Yamanaka    | David Muñoz        | Ángel Piqueras     |
| 5      | Jerez                   | José Antonio Rueda | KTM          | Ángel Piqueras   | Joel Kelso         | José Antonio Rueda | José Antonio Rueda | José Antonio Rueda |
| 6      | Le Mans Bugatti         | José Antonio Rueda | KTM          | Joel Kelso       | David Muñoz        | Maximo Quiles      | Alvaro Carpes      | José Antonio Rueda |
| 7      | Silverstone             | José Antonio Rueda | KTM          | Maximo Quiles    | Luca Lunetta       | José Antonio Rueda | Taiyo Furusato     | José Antonio Rueda |
| 8      | Motorland Aragón        |                    |              |                  |                    |                    |                    |                    |
| 9      | Mugello                 |                    |              |                  |                    |                    |                    |                    |
| 10     | TT Circuit Assen        |                    |              |                  |                    |                    |                    |                    |
| 11     | Sachsenring             |                    |              |                  |                    |                    |                    |                    |
| 12     | Brno                    |                    |              |                  |                    |                    |                    |                    |
| 13     | Balaton Park            |                    |              |                  |                    |                    |                    |                    |
| 14     | Red Bull Ring           |                    |              |                  |                    |                    |                    |                    |
| 15     | Catalunya               |                    |              |                  |                    |                    |                    |                    |
| 16     | Misano                  |                    |              |                  |                    |                    |                    |                    |
| 17     | Motegi                  |                    |              |                  |                    |                    |                    |                    |
| 18     | Mandalika               |                    |              |                  |                    |                    |                    |                    |
| 19     | Phillip Island          |                    |              |                  |                    |                    |                    |                    |
| 20     | Sepang                  |                    |              |                  |                    |                    |                    |                    |
| 21     | Portimäo                |                    |              |                  |                    |                    |                    |                    |
| 22     | Valencia                |                    |              |                  |                    |                    |                    |                    |

### Mästerskapsställning Moto3
Ställning efter 7 av 22 Grand Prix:
1. José Antonio Rueda, 141 p.
2. Ángel Piqueras, 87 p.
3. Joel Kelso, 77 p.
4. Alvaro Carpe, 69 p.
5. Taiyo Furusato, 62 p.
6. Adrian Fernandéz, 61 p.